# Giorgio Chessari
Giorgio Chessari (Ragusa, 31 marzo 1946) è un politico italiano.

## Biografia
Pubblicista, già esponente del Partito Socialista Italiano di Unità Proletaria, nel 1971 viene eletto all'Assemblea regionale siciliana. Nel 1972, allo scioglimento del PSIUP, confluisce nel Partito Comunista Italiano, di cui in seguito diventa segretario della Federazione provinciale di Ragusa. Viene rieletto in Regione con il PCI anche alle elezioni del 1976, del 1981 e infine del 1986.
Dal 1988 al 1993 è anche consigliere comunale a Ragusa. Dopo la svolta della Bolognina aderisce al Partito Democratico della Sinistra, nel 1994 viene eletto sindaco di Ragusa al ballottaggio con il 59,6% dei voti, appoggiato dalla coalizione dei Progressisti. Ricandidato a sindaco nel 1998 dalla coalizione di centro-sinistra, viene sconfitto al ballottaggio da Domenico Arezzo.